# Peter Parker (Mediziner)

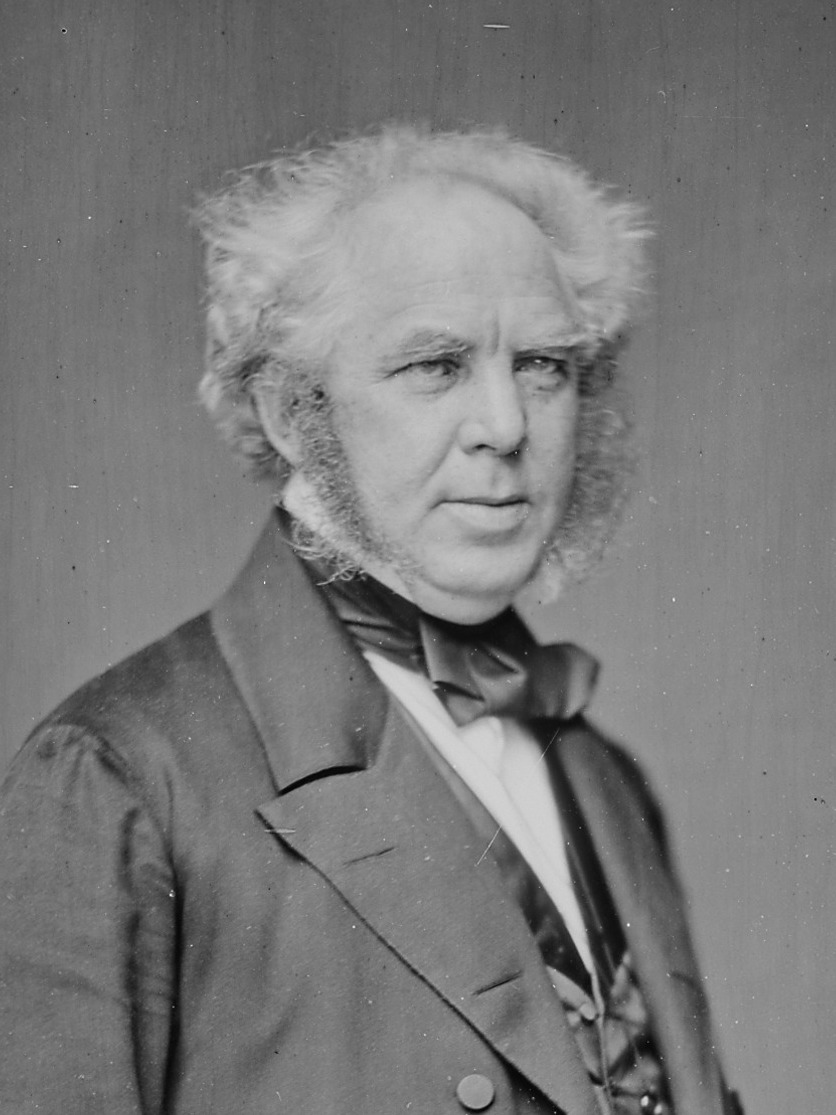
Peter Parker

Peter Parker (* 18. Juni 1804 in Framingham, Massachusetts; † 10. Januar 1888 in Washington, D.C.) war ein amerikanischer Arzt und Missionar, der lange das China der Qing-Dynastie bereiste.

## Leben
Parker wurde 1804 in eine orthodoxe kongregationalistische Familie geboren. Seine Eltern Nathan Parker (1764–1826) und Catherine Murdock († 1836) waren Bauern. Parker graduierte 1831 an der Yale University als Bachelor und 1834 an der Yale Medical School zum Doktor der Medizin. Im Januar 1834 schloss er in Yale auch sein Theologiestudium ab und wurde zum presbyterianischen Priester ordiniert.
Im Februar 1834 reiste Dr. Parker nach Kanton, wo er der erste protestantische medizinische Missionar von China war. 1835 eröffnete er in dieser Stadt ein Krankenhaus für Augenkrankheiten. Parker spezialisierte sich auf Augenkrankheiten wie den Grauen Star, doch er operierte auch Tumoren und führte die westliche Anästhesie in Form der Äthernarkose in China ein. Er arbeitete auch an einem Wundklebeverband, jedoch erfolglos (der Verband löste sich nach einer Stunde auf).
Am 29. März 1841 heiratete er in Washington D.C. Harriet Colby Webster (* um 1820 in Augusta, Maine), die Tochter des John Ordway Webster und der Rebecca Guild Sewall.
Zwischen 1855 und 1857 fungierte Parker als amerikanischer Botschafter in China.

## Die Porträts von Lam Qua
Parker begegnete in China dem westlich ausgebildeten Maler Lam Qua und beauftragte ihn mit Porträts von Patienten mit besonders großen Tumoren oder anderen Auffälligkeiten. Einige dieser Bilder befinden sich in der auch online zugänglichen Peter Parker Collection der medizinischen Bibliothek der Yale-Universität.